# Charles Napier
Charles Napier (12. april 1936 – 5. oktober 2011) var en amerikansk skuespiller kendt fra blandt andet Ondskabens øjne.